# Méthode boule de neige
 (mars 2025).
La méthode boule de neige est une stratégie de réduction des dettes, où une personne ayant plusieurs dettes commence par rembourser les plus petits soldes en premier, tout en effectuant les paiements minimaux sur les dettes plus importantes. Une fois la plus petite dette remboursée, elle passe à la suivante, et ainsi de suite, jusqu'à éliminer toutes les dettes, ce qui motive psychologiquement en réduisant rapidement le nombre de dettes en cours.
La méthode boule de neige est principalement utilisée pour rembourser les crédits renouvelables, tels que les cartes de crédit.

## Méthodologie
Les étapes principales de la méthode boule de neige sont :
1. Lister toutes les dettes par ordre croissant de montant dû, sans tenir compte des taux d'intérêt.
2. Payer le montant minimum requis sur toutes les dettes.
3. Allouer tout surplus de paiement à la dette ayant le plus petit solde.
4. Une fois une dette entièrement remboursée, réorienter la somme initialement allouée à cette dette vers la suivante sur la liste.
5. Répéter le processus jusqu'à élimination complète des dettes[2].

À mesure que les dettes les plus importantes sont atteintes, l'effet boule de neige accélère le remboursement.

## Efficacité
Bien qu’elle ne soit pas optimale en termes de minimisation du coût total des intérêts, des analyses empiriques suggèrent que la méthode boule de neige se révèle plus performante d’un point de vue comportemental. En effet, des études issues de la Kellogg School of Management et publiées dans le Harvard Business Review ont démontré que les individus éliminant leurs plus petites dettes en priorité présentent un taux plus élevé de désendettement global, ce qui suggère une dynamique motivationnelle accrue résultant de la simplification cognitive du portefeuille de dettes.
Une alternative à cette approche est la méthode avalanche, qui consiste à rembourser les dettes en fonction de leurs taux d’intérêt, en privilégiant celles ayant les coûts d’emprunt les plus élevés. Contrairement à la méthode boule de neige, cette approche repose sur une optimisation financière visant à minimiser les frais d’intérêts sur la durée totale du remboursement. En affectant les paiements supplémentaires aux dettes les plus coûteuses en premier, elle permet d’accélérer l’amortissement du capital et de réduire le coût global du désendettement. Cependant, elle ne prend pas en compte les dimensions psychologiques du désendettement, car les gains perceptibles peuvent être plus lents à se manifester, ce qui peut décourager certains emprunteurs moins disciplinés financièrement.